# Voćin
Voćin – wieś w Chorwacji, w żupanii virowiticko-podrawskiej, siedziba gminy Voćin. W 2011 roku liczyła 1191 mieszkańców.